# Grolley
Grolley is een gemeente en plaats in het Zwitserse kanton Fribourg, en maakt deel uit van het district Saane/Sarine.

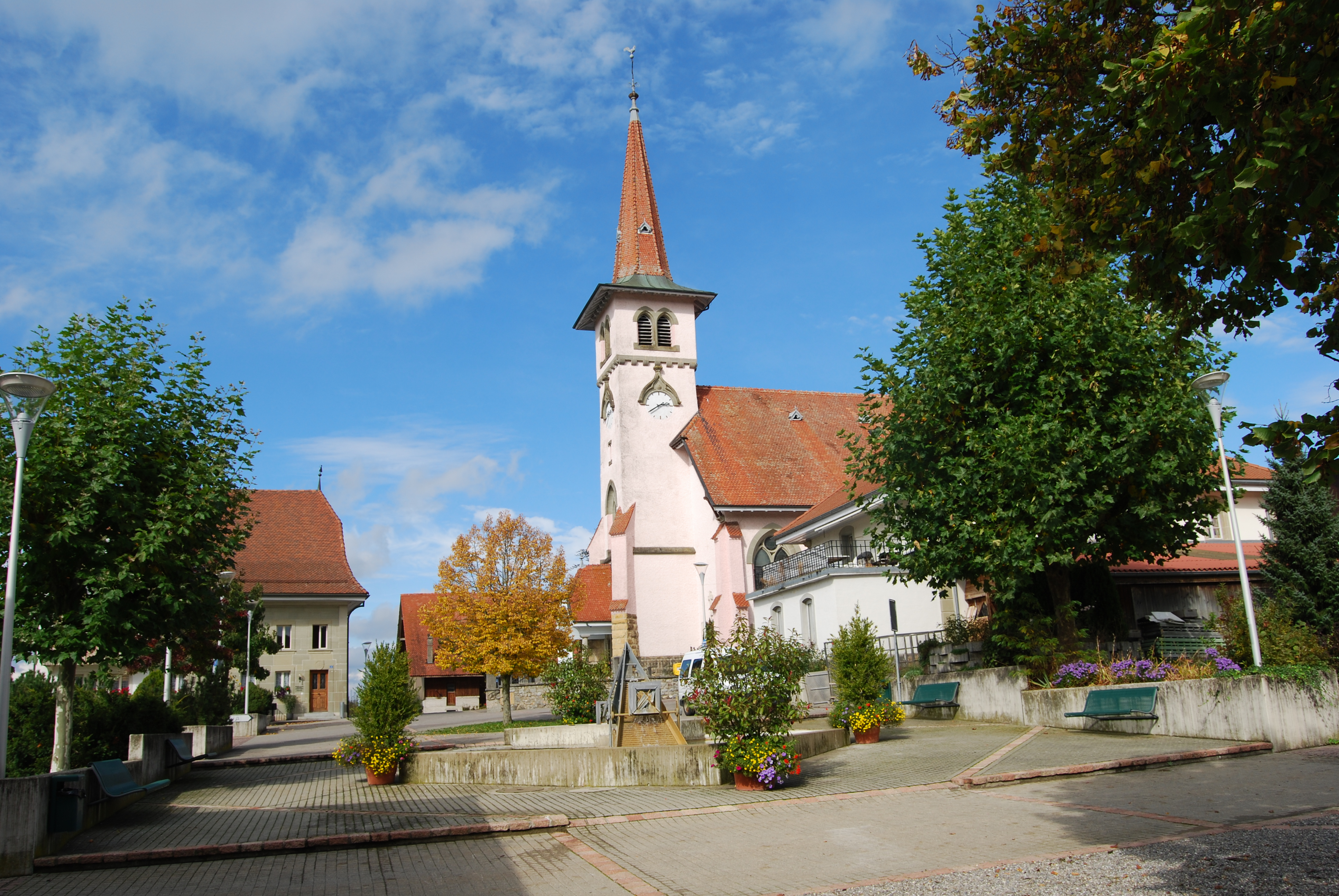
Grolley

Grolley telt 1541 inwoners.